# Banderaló
Banderaló es una pequeña localidad del partido de General Villegas, en el noroeste de la provincia de Buenos Aires, Argentina. Se encuentra próxima al límite tripartito con las provincias de Córdoba y La Pampa.
Su ubicación geográfica está en la encrucijada de la RN 188 -que corre aproximadamente de este a oeste- y la ruta que corre aproximadamente a lo largo del meridiano 
63°23′ (el antiguo "Meridiano 5º desde la ciudad de Buenos Aires").

## Población
Cuenta con 1447 habitantes (Indec, 2010), lo que representa un incremento del 1,8 % frente a los 1315 habitantes (Indec, 2001) del censo anterior.
| Gráfica de evolución demográfica de Banderaló entre 1991 y 2010 |
|                                                                 |
| Fuente: censos nacionales del INDEC                             |

## Historia
El topónimo es una mezcla de idioma español y de idioma mapudungun. En éste, lô significa médano, por tanto Bandera-lo significa "médano de la bandera". El nombre de esta localidad se explica porque naturalente, en medio de la plana llanura pampeana se encuentra un altozano producto de un médano fosilizado, sobre este altozano en 1869 se estableció uno de los fortines que constituían la línea de fortines en el sector pampeano, que en cierto modo delimitaba la entonces frontera entre las áreas habitadas por los "blancos" y gauchos y las áreas entonces aún controladas por los ranqueles. En el horizonte se destacaba la Bandera Argentina  del fortín de modo que el médano rápidamente pasó a ser llamado "Banderaló". 
El territorio en donde se ubica Banderaló era una zona (como casi la totalidad del partido de General Villegas) disputada por las provincias de Santa Fe, Córdoba y Buenos Aires. En efecto, tras la llamada Conquista del Desierto, en el año 1879 el gobierno de la provincia de Córdoba comenzó a vender terrenos en la región del actual partido de General Villegas (esto explica que el patrón de las parcelas sea, como en Córdoba, de cuadrados cuyas bases corresponden a los paralelos  geodésicos, mientras que en casi toda la provincia de Buenos Aires el patrón de las parcelas es de cuadrados en diagonal,  paralelos a las costas del Río de la Plata). El litigio entre las tres provincias se mantuvo entre 1881 y 1883, en 1884 la mayor parte del territorio en cuestión pasó a jurisdicción bonaerense formando el partido de General Villegas (1886). Aun así, en el muy detallado Atlas de Paz Soldán (1888), atlas que era prácticamente oficial de la República Argentina, aún Banderaló (escrito el nombre en tal obra: Banderalô) se consideraba como parte de la provincia de Córdoba, más exactamente como el punto extremo sureste de Córdoba. Poco tiempo después nuevas mediciones topográficas y agrimensuras determinaron que el centro del médano se encontraba casi inmediatamente al este del llamado "Meridiano V" (o "Meridiano 5º"), límite occidental aceptado para la provincia de Buenos Aires. De este modo ya en 1900 Banderaló aparece dentro de la provincia de Buenos Aires, casi en el punto trifinio en donde se encuentran los límites de Córdoba, Buenos Aires y La Pampa.
Luego de ser fortín, y ya en el 1 de septiembre de 1900 llegaron a Banderaló las vías del Ferrocarril Oeste de Buenos Aires, pasando entonces a ser una pequeña estación (el edificio aún existe) en torno a la cual, lentamente, se fueron afincando pobladores en gran medida inmigrantes procedentes de Italia que se dedicaron a ser chacareros ( granjeros midifundistas) como sus descendientes argentinos. Recién en 1900 Banderaló fue considerada una localidad con rango municipal. Pese a la alta tasa de natalidad y fecundidad el crecimiento vegetativo de Banderaló ha sido bastante bajo durante la mayor parte del siglo XX, esto se explica por la alta emigración de población joven (o en edad reproductiva) hacia los grandes centros urbanos como Córdoba, Rosario y, sobre todo, la ciudad de Buenos Aires y el Gran Buenos Aires.

## Geografía
Como se ha explicado, Banderaló tiene su centro en una "loma" o altozano formado por un antiguo médano que se destaca del resto de la llanura pampeana, pero al alejarse de tal "loma" sin embargo el territorio se deprime bastante, especialmente en el sector oeste ya que por allí discurren los caudales del río Quinto durante los ciclos húmedos; durante el período seco suele quedar como remanente una laguna alargada en dirección sursureste.
Por lo demás, el terreno es (como en casi toda la Pampa Húmeda) excepcionalmente fértil, lo que ha facilitado una fuerte modificación antrópica del ecosistema a partir de 1880, al ser dedicado el territorio a la ganadería de vacunos y a la agricultura intensiva de cereales (por ejemplo trigo) y oleaginosas (girasol, soja).
El clima de la zona es templado, benigno, agradable, con las cuatro estaciones bien diferenciadas; durante el invierno en Banderaló frecuentemente se encuentran bajo el 0 °C aunque son poco frecuentes las nevadas ya que, precisamente, durante los días más fríos suele soplar el pampero, viento que despeja al cielo de nubes. Las precipitaciones ocurren principalmente en primavera, siendo el promedio anual (entre lluvias y ocasionales nevadas) de 900 mm.

### Bomberos voluntarios Banderaló
Un grupo de personas de Banderaló partir de la inundación en el 2001 creían necesario tener un grupo de bomberos voluntarios.
El 19 de septiembre del 2002 se fundó. Defensa civil los aprueba otorgando la personería jurídica en septiembre de 2007.

### Sala de primeros auxilios Banderaló (1982-2019)
El 3 de agosto del 1982, se incorpora el médico clínico Adrián. M Polito oriundo de Junín, Buenos Aires. En sus inicios ejercía su cargo en su antigua casa, donde actualmente funciona el Hogar De Ancianos (institución fundada el 27 de mayo del 2015), posteriormente en 1995, se traslada a la calle Facundo Larrosa por un tiempo de 17 años. El 24 de noviembre de 2012 se inaugura por el intendente Gilberto Alegre junto a Aparicio la actual sala de primeros auxilios ubicada en la calle Ingeniero White.
Hoy en día, funcionan actividades de atención clínica, odontología, psicología, fonoaudiológica, kinesiología y servicio de laboratorio.
Además se informa que el 1 de diciembre de 2019 Adrián. M Polito se apartará de su cargo en el centro de salud, pero aun así va a instalar su propio consultorio.

### Parroquia San Francisco de Asís
Fue fundada en 1925 por Don Guillermo White y su esposa Doña Elsa Frías de White en memoria de su tío Francisco Piñeiro.
Esta bajo el nombre de parroquia porque antes se encontraba bajo la jurisdicción de un cura párroco y no depende del gobierno.
La parroquia San Francisco de Asís pertenece a la  diócesis de  Nueve de Julio, su obispo es Ariel Edgardo Toranzo Moscorni.
Antes las misas se hacían todos los días contando al domingo como la misa principal. Actualmente se encuentra el cura Daniel Cassini, quien viene los sábados a dar la misa.

### Iglesia Misión Apostólica Pentecostal
Fue creada hace cuatro años y medio por Gómez Marcela y Avalo Osmar, a pedido de la gente. Oscar Moyano es el pastor titular de más de 150 iglesias, y el pastor Cisterma el presidente de la misión.
Su iglesia central está ubicada en Salto Larrosa, Mendoza.
La primera presentación de niños fue la de Máximo Cabral, y el primer casamiento el de Soledad Pérez y Federico Cano.

### Iglesia Evangélica
Fue fundada por Servante Poliniano en 1958.

### El río Quinto
El nombre ordinal "Quinto" proviene del hecho de que fue el quinto río importante que encontraron los conquistadores que avanzaron hacia el Sur desde la ciudad de Córdoba. 
El río V desemboca en la laguna la Amarga en el sur de Córdoba, debido a los ciclos húmedos, comenzó a aumentar su volumen y empezó a desbordar. Entonces, el agua empezó a entrar en el noreste de la pampa y noroeste de la provincia de Buenos Aires, donde la primera localidad afectada fue Banderaló.  
Para solucionar el problema anteriormente mencionado se han hecho algunas obras y hay un proyecto que no se ha llevado a cabo aún. 
Las provincias de Santa Fe, Buenos Aires, La Pampa y Córdoba suscribieron, con participación del gobierno nacional, un acuerdo que prevé acciones para dar una solución definitiva al diferendo por los desbordes del río Quinto.
“Las provincias acordaron establecer protocolos de común acuerdo para el desarrollo de estudios hidrológicos, hidráulicos y ambientales, el relevamiento de obras e inversión en infraestructura con el objetivo de dar una solución definitiva a los problemas de los desbordes”[cita requerida]
En 2016 y 2017 la región vivió una fuerte inundación de más de  15 meses que afectó al partido de General Villegas, en el noroeste bonaerense, en agosto de 2017 se hundió el camino de contención que protegía el casco urbano de la localidad de Banderaló, la situación se agravó con el ingreso de agua proveniente del sur de Córdoba, según estimaciones de la Sociedad Rural de General Villegas estaban bajo agua unas 450.000 hectáreas de las 725.000 que tiene el distrito. Vecinos de distintas localidades inundadas del partido de General Villegas, entre ellos Banderaló se movilizaron hasta al palacio municipal pero el intendente  no quiso atenderlos. Distintos sectores señalaron que las inundaciones de agosto de 2017 fueronla quinta crisis hídrica en un año, y se denunció que la subsecretaría de Hidráulica dependiente del Ministerio de Infraestructura no cumplió con las obras prometidas.

## Destacamento policial
El nuevo destacamento policial de Banderaló, provincia de Buenos Aires, se fundó 4 de noviembre del 2010 (Tardaron un año en edificarlo).
Su primer oficial desde su fundación fue el subcomisario Cabezali Javier, luego, entre el 2014-2017 se encontró el oficial Principal Lucas Pereyra quién después fue reemplazado por el Oficial Inspector Jonatan Vázquez que se encontraba a cargo del Destacamento de Coronel Charlone, aunque previo a ese lugar  había prestado servicio en Banderaló por lo que sus conocimientos sobre la localidad hacen pensar en un trabajo desde el inicio, ya que el período de adaptación para conocer algunas particularidades no sería tan necesario.
Para jerarquizar el pueblo y tener más personal el 13 de septiembre de 2016 se proyectó elevar el Destacamento Policial de Banderaló a la categoría de Subcomisaría. El proyecto contempló la cercanía de las provincias de La Pampa y Córdoba y los movimientos delictivos interprovinciales que se suceden y de los cuales hemos sido testigos.
Esta iniciativa la impulsaron las instituciones locales con total acuerdo de la jerarquía de Policía Comunal y Departamental, además del apoyo de la Municipalidad de General Villegas.

## Producción agropecuaria
El partido de General Villegas cuenta con una extensa superficie productiva.  Entre los cultivos más importantes se encuentran: maíz , trigo , cebada , sorgo , girasol , maní y soja. En cuanto a la producción ganadera lo más importante es la cría de  bovinos (tambos , feedlots) y porcinos.
Si bien en los últimos años hubo inundaciones en la zona, la mayoría de los suelos inundados, se encuentran hoy sembrados.
La producción de esta zona es muy importante para la economía del país. Algunos productos se  exportan como materia prima, con  otros se elaboran derivados como harina, queso y manteca.